# أوزيبيو بونسيلا
أوزيبيو بونسيلا (بالإسبانية: Eusebio Poncela)‏ هو ممثل إسباني، ولد في 15 سبتمبر 1945 بمدريد في إسبانيا.

## وصلات خارجية
- أوزيبيو بونسيلا على موقع IMDb (الإنجليزية)
- أوزيبيو بونسيلا على موقع ألو سيني (الفرنسية)
- أوزيبيو بونسيلا على موقع أول موفي (الإنجليزية)
- أوزيبيو بونسيلا على موقع قاعدة بيانات الأفلام السويدية (السويدية)
- أوزيبيو بونسيلا على موقع قاعدة بيانات الفيلم (الإنجليزية)
- أوزيبيو بونسيلا على موقع كينوبويسك (الروسية)